# Iron Man: Armored Adventures
Iron Man: Armored Adventures è una serie a cartoni animati basata sull'eroe dei fumetti Marvel Comics Iron Man del 2009 che ha debuttato sul canale Nicktoons Network. Prodotta dalla Marvel Animation, la serie vede come protagonista un giovane Tony Stark alle prese con la sua armatura e con dei nemici quali Il Mandarino, Dinamo Cremisi e Iron Monger. Ad affiancare il protagonista sono James Rhodes, Harold Hogan e Pepper Potts.
In Italia la serie è stata trasmessa sui canali Nickelodeon e Rai Gulp a partire dall'8 novembre 2009.

## Trama
Il giovane e geniale adolescente Tony Stark, dopo essere sopravvissuto a un incidente, crea un'armatura ad alta tecnologia che usa per difendere la giustizia nel mondo. In breve egli diventa il supereroe Iron Man, affrontando una serie di nemici, sempre assistito dai suoi amici Rhodey e Pepper. Tra i suoi avversari, Tony dovrà affrontare il Mandarino, un pericoloso guerriero e signore del crimine che intende riappropriarsi dei dieci anelli Makluan e usarne i poteri per governare il mondo.

## Personaggi
- Tony Stark/Iron Man: protagonista della serie, prodigio della scienza e creatore dell'armatura Iron Man. Doppiato in inglese da Adrian Petriw  e in italiano da Alessandro Rigotti.
- James "Rhodey" Rhodes/War Machine: miglior Amico di Tony e proprietario dell'armatura War Machine. Doppiato in inglese da Daniel Bacon e in italiano da Paolo De Santis.
- Patricia "Pepper" Potts/Rescue: miglior amica di Tony e Rhodey. Rispetto alla Pepper Potts dei fumetti il suo nome è stato cambiato da Virginia a Patricia. Doppiata in inglese da Anna Cummer e in italiano da Emanuela Pacotto.
- Obadiah Stane/Iron Monger: uomo d'affari nemico di Tony. Doppiato in inglese da Mackenzie Gray e in italiano da Raffaele Farina.
- Howard Stark: padre di Tony. Doppiato in inglese da Fred Henderson e in italiano da Sergio Lucchetti.
- Sg. Rhodes
- Gene Khan/Mandarino: Doppiato in inglese da Vincent Thong e in italiano da Simone D'Andrea.
- Whitney Stane/Madame Masque: figlia di Obadiah, molto legata a Tony, tuttavia diventa una sua acerrima nemica nella seconda stagione, dopo che Obadiah finisce in coma a causa del fatto che Tony era riuscito a licenziarlo grazie ad un video che rappresenta lui che fa un accordo con Ombra. Doppiata in inglese da Kristie Marsden e in italiano da Elisabetta Spinelli.
- Technovore
- Nicolas "Nick" Fury
- Maria Hill
- Occhio di Falco
- Herod "Happy" Hogan
- Vedova Nera
- Pantera Nera/T'Challa
- Artur Parks/Laser Vivente
- Bruce Banner/Hulk
- Justin Hammer/Titanium Man
- A.I.M.
- Spettro
- M.O.D.O.K.
- Fantasma/Fantasia
- Dinamo Cremesi
- Milos Masaryk/Unicorno
- Simon Maddicks/Averla Assassina
- Cavaliere Nero
- Fin Fang Foom
- Dottor Destino
- Rick Jones
- Jean Grey
- Erik Lensherr/Magneto
- Prof. X
- Conte Nefaria

## Anelli Makluan
Sono i 10 anelli del malvagio Mandarino, che egli stesso nascose perché il desiderio di possederli corruppe l'animo di suo figlio. Ogni anello può amplificare il potere degli altri ed ognuno di loro ha un differente potere:
- Anello viola: consente il teletrasporto e la manipolazione energetica
- Anello verde: consente il controllo dell'elettricità
- Anello blu: consente il controllo dell'acqua e dei liquidi
- Anello rosso: consente il controllo del fuoco e del calore
- Anello giallo: consente il controllo del ghiaccio e del freddo
- Anello arancione: consente il controllo sulla materia
- Anello cremisi: dona poteri mentali
- Anello bianco: consente il controllo sul vento e dona una enorme velocità
- Anello nero: il più potente di tutti. Consente il controllo sull'oscurità. È così potente da tenere testa ad altri 8 anelli
- Anello rosa: l'ultimo dei 10 anelli ad essere stato trovato. Consente di manipolare la vita. Essendo l'ultimo ad essere stato trovato non si conosce la portata delle sue capacità, ma probabilmente non è in grado di riportare in vita altri esseri viventi, altrimenti Gene Khan lo avrebbe usato per riportare in vita sua madre.

## Episodi
- Stagione 1 (Italia 8 novembre 2009 - 7 dicembre 2009)
- Stagione 2 (Italia 13 novembre 2012 - 12 dicembre 2012)